# Žerava
Žerava falu Horvátországban Zára megyében. Közigazgatásilag Ninhez tartozik.

## Fekvése
Zára központjától 9 km-re északkeletre, Nin központjától légvonalban 9 km-re, közúton 12 km-re délkeletre fekszik.

## Története
Neve parazsat jelent, amely talán azzal van összefüggésben, hogy területét égetéssel irtott tisztáson alakították ki. Lakosságát csak 2011 óta számlálják önállóan, amikor 210 lakosa volt. Templomát 2010-ben építették a lakosság, a papok és az egyház adományaiból, amelyekkel az építőanyagtól kezdve a liturgikus tárgyakig hozzájárultak, hogy a templom felépüljön.

## Nevezetességei
Szent Péter apostol tiszteletére szentelt temploma 2010-ben épült, az év június 20-án szentelte fel Želimir Puljić zárai érsek. A templom egyhajós, harangtornya a homlokzat előtt áll. Oltára márványból készült. A szomszédos Poljica plébániájához tartozik.
Bubanjnál, a Crkvina nevű helyen, a terület délkeleti részén, a mezei út menti sík részen jól látható egy növényzettel benőtt domb, amely régészeti maradványokat rejt. A templomból csak a félköríves apszis egy része látható. A Szent Pál, vagy Szent Péter és Pál titulusú templom a régi domborzati térképeken és a régebbi irodalomban szerepel. Valószínűleg Grepano, Brištani és Vojkovci középkori falvak temploma volt ez, amelyet a török invázió előtt elhagytak. A lelőhelyről egy fonatos díszű kőtöredék származik, a földtulajdonosok pedig azt is megemlítik, hogy a föld megmunkálása közben csontokkal is találkoztak.